# Larry Pizer
Larry Pizer  (* 19. Mai 1925 in London; † 27. Februar 2008 in New York, USA) war ein britischer Kameramann.

## Leben und Wirken
Pizer begann seine Karriere 15-jährig als Botenjunge bei den Korda Studios und wurde schließlich 1942 bei den Dreharbeiten von Leslie Howards Filmen The First of the Few und The Gentle Sex der Kameraabteilung zugeteilt. Rasch avancierte er zum ersten Kameraassistenten, ehe er 1943 zur Royal Navy eingezogen wurde. Wieder im Zivilleben, arbeitete sich Larry Pizer nach dem Krieg sukzessive vom Kameraassistenten über den einfachen Kameramann (camera operator) zum Chefkameramann (cinematographer) hoch.
Seine ersten eigenverantwortlich fotografierten Arbeiten Mitte der 1950er Jahre waren Kurz- bzw. Kurzdokumentarfilme, seinen ersten Spielfilmauftrag erhielt er Anfang 1963 mit dem Melodram The World Ten Times Over des Regisseurs Wolf Rilla. In der Folgezeit stand der Londoner bei einer Reihe von überwiegend kleineren Produktionen hinter der Kamera. Mehrfach kooperierte Pizer mit einigen führenden Regisseuren diesseits und jenseits des Atlantiks, darunter Karel Reisz, Brian De Palma und Lamont Johnson. Regisseur Anthony Simmons, mit dem Pizer 1973 Die Optimisten (mit Peter Sellers in der Hauptrolle) drehte, lobte seine Innovationskraft bei der Lichttechnik und dass die Stadt London dank Pizers Bilder selten so schön auf Zelluloid gemalt ("painted on celluloid so beautifully") worden sei.
Pizers fotografisch bedeutendster Film wurde 1978 Die Europäer aus der Hand des Regisseurs James Ivory, ein stimmiges, feinsinniges, in der Mitte des 19. Jahrhunderts angesiedeltes Gesellschaftsporträt. Dort wie in Pizers besten Arbeiten überzeugten vor allem seine präzisen Milieustudien, die er in stimmungsvolle, die Zeit und ihr soziales Umfeld ideal wiedergebende Bilder einzufangen vermochte. In den 80er Jahren fotografierte er vor allem wenig anspruchsvolle Dramen und Melodramen für das amerikanische Fernsehen. Nach seiner überzeugenden Fotografie des inszenatorisch jedoch recht schwachen Regieausflugs des langjährigen Ivory-Partners und Produzenten Ismail Merchant, The Proprietor, beendete Pizer im Alter von 70 Jahren seine Laufbahn.
Larry Pizer hinterließ zwei Töchter und zwei Enkelkinder.

## Filmografie (Auswahl)
Kinofilme als Chefkameramann wenn nicht anders angegeben
| - 1955: Energy First (Kurzfilm) - 1959: Designed in Britin (Kurzdokumentarfilm) - 1959: Return to Life (Kurzfilm) - 1961: Mr. Marsh Comes to School (Kurzfilm) - 1962: From First to Last (Kurzdokumentarfilm) - 1962: Our School (Kurzdokumentarfilm) - 1963: The World Ten Times Over - 1963: The Party‘s Over - 1964: Tod am Morgen (Four in the Morning) - 1965: Protest (Morgan: A Suitable Case for Treatment) - 1967: Jede Nacht um neun (Our Mother‘s House) - 1968: Isadora - 1968: All Neat in Black Stockings - 1973: Die Optimisten (The Optimists of Nine Elms) - 1974: Das Phantom im Paradies (Phantom of the Paradise) - 1978: Die Europäer (The Europeans) - 1979: Blumen der Nacht (Night Flowers) - 1979: My Old Man (TV) - 1979: Paul‘s Case (TV) - 1979: Zwei Mädchen und die Doolin-Bande (Cattle Annie and Little Britches) (UA: 1981) - 1980: The Sky is Gray (TV) - 1980: A Private Battle (TV) - 1981: American Killing (The Clairvoyant) - 1982: Timerider – Das Abenteuer des Lyle Swann - 1982: Das Phantom von Budapest (The Phantom of the Opera) (TV) | - 1982: Mord im falschen Bezirk ( Murder in Coweta County) (TV) - 1982: Svengali (TV) - 1983: Found Money (TV) - 1983: The Gift of Love: A Christmas Story (TV) - 1984: Grace Quigleys letzte Chance (The Ultimate Solution of Grace Quigley) - 1985: Vietnam Adieu (Intimate Strangers) (TV) - 1986: Todesursache: Agent Orange (Unnatural Causes) (TV) - 1986: Grenzenloses Leid einer Mutter (Where are the Children ?) (TV) - 1986: Der Tötungsbefehl (At Mother‘s Request) (TV) - 1987: Todesversprechen (When the Times Comes) (TV) - 1987: Stürme des Herzens (Bluegrass) (TV) - 1988: Eintritt zur Hölle (Dark Holiday) (TV) - 1989: Blinde Zeugin (Blind Witness) (TV) - 1989: Der Preis der Leidenschaft (Sparks: The Price of Passion) (TV) - 1989: Hey-la, Hey-la, die Bouffants sind da (My Boyfriend's Back) (TV) - 1990: Mannequin 2 – Der Zauber geht weiter - 1991: Eine ganz normal verrückte Familie (Folks !) - 1993: Liebe ist nicht bloß ein Wort (This Can‘t be Love) (TV) - 1993: In Custody - 1995: The Proprietor |